# Bryonia
Genre
Classification phylogénétique
Bryonia (les bryones) est un genre de plantes à fleurs de la famille des Cucurbitaceae.
Ce sont des plantes herbacées.

## Liste d'espèces
Selon Catalogue of Life (11 décembre 2020) :
- Bryonia acuta Desf.
- Bryonia alba L.
- Bryonia aspera Stev.
- Bryonia cretica L.
- Bryonia dioica Jacq.
- Bryonia flexuosa Yild.
- Bryonia lappifolia Vassilcz.
- Bryonia monoica Aitch. & Hemsl.

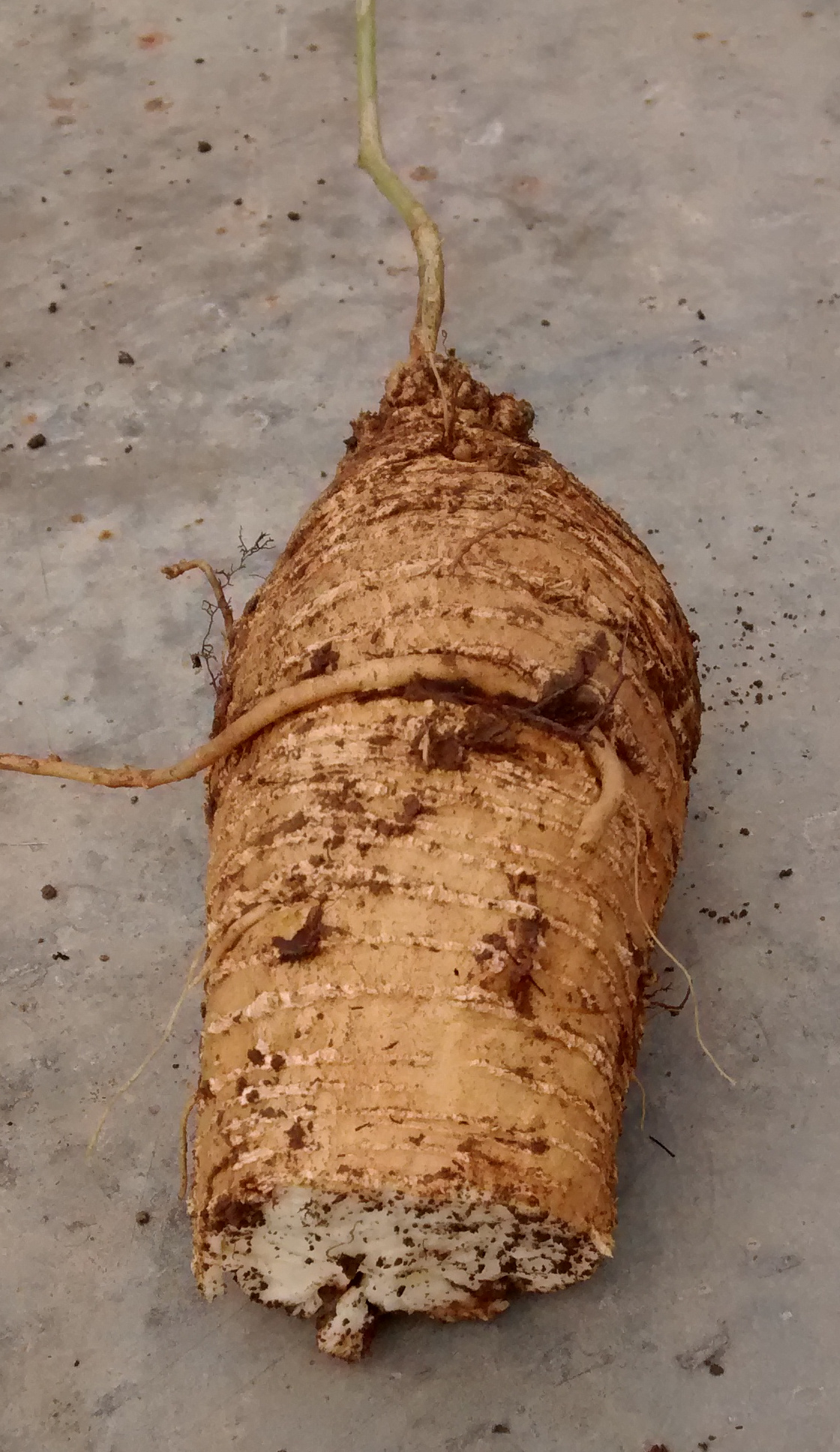
racine tubérisée de bryone.

- Bryonia multiflora Boiss. & Heldr.
- Bryonia syriaca Boiss.
- Bryonia verrucosa Dryand. ex Aiton
- Bryonia × melanocarpa Nabiev

Selon ITIS (28 août 2013) :
- Bryonia alba L.
- Bryonia cretica L.
- Bryonia dioica Jacq.

Selon NCBI (28 août 2013) :
- Bryonia acuta
- Bryonia alba
- Bryonia aspera
- Bryonia cretica
- Bryonia dioica
- Bryonia lappifolia
- Bryonia marmorata
- Bryonia melanocarpa
- Bryonia monoica
- Bryonia multiflora
- Bryonia syriaca
- Bryonia verrucosa

Selon Tropicos (28 août 2013) :
- Bryonia abyssinica Lam.
- Bryonia acuta Desf.
- Bryonia affinis Endl.
- Bryonia afghanica Podl.
- Bryonia africana L.
- Bryonia alba L.
- Bryonia althaeoides Ser.
- Bryonia americana Plum. ex Lam.
- Bryonia amplexicaulis Lam.
- Bryonia angulosa Bouchard
- Bryonia aspera Steven ex Ledeb.
- Bryonia asperifolia C. Presl
- Bryonia attenuata Hook. & Arn.
- Bryonia blumei Ser.
- Bryonia bonariensis Mill.
- Bryonia boykinii Torr. & A. Gray
- Bryonia cabocla Vell.
- Bryonia callosa Rottler
- Bryonia capillacea Schum. & Thonn.
- Bryonia cheirophylla Wall.
- Bryonia cochinchinensis Lour.
- Bryonia convolvulifolia Schltdl.
- Bryonia convolvuloides A. Rich.
- Bryonia cordata Thunb.
- Bryonia cordatifolia Goday Torres
- Bryonia cordifolia L.
- Bryonia cordifolia Walp.
- Bryonia corsica (Maire) A.W. Hill
- Bryonia cretica L.
- Bryonia cucumeroides Ser.
- Bryonia deltoidea Schumach. & Thonn.
- Bryonia digyna Pomel
- Bryonia dioica Jacq.
- Bryonia dissecta Thunb.
- Bryonia epigaea Rottler
- Bryonia ficifolia Lam.
- Bryonia fluminensis Vell.
- Bryonia foetidissima (Jacq.) Schumach.
- Bryonia garcini (Burm. f.) Willd.
- Bryonia glandulosa Poepp. & Endl.
- Bryonia gracilis Wall.
- Bryonia grandis L.
- Bryonia guadalupensis Spreng.
- Bryonia guineensis G. Don
- Bryonia hastata Lour.
- Bryonia hausknechtiana Bornm.
- Bryonia haussknechtiana Bornm.
- Bryonia hederifolia Jacq.
- Bryonia hispida Salisb.
- Bryonia japonica Thunb.
- Bryonia jatrophifolia A. Rich.
- Bryonia laciniosa L.
- Bryonia laevis Thunb.
- Bryonia lagenaria E. Mey.
- Bryonia lappifolia Vassilcz.
- Bryonia lasiocarpa Mouterde
- Bryonia latebrosa Aiton
- Bryonia leiosperma Wight & Arn.
- Bryonia leucocarpa Blume
- Bryonia lutea Bastard ex Ser.
- Bryonia macrostylis Heilbr. & Bilge
- Bryonia maderaspatana (L.) Lam.
- Bryonia marginata Blume
- Bryonia marmorata E. Petit
- Bryonia maysorensis Wight & Arn.
- Bryonia melanocarpa Nabiev
- Bryonia micrantha Hochst. ex Cogn.
- Bryonia micropoda E. Mey.
- Bryonia monoica Aitch. & Hemsl.
- Bryonia mucronata Blume
- Bryonia multiflora Boiss. & Heldr.
- Bryonia nana Lam.
- Bryonia napaulensis Ser.
- Bryonia nigra Gilib.
- Bryonia nitida Link
- Bryonia obtusa A. Rich.
- Bryonia palmata L.
- Bryonia pancheri Naudin
- Bryonia pedata Hassk.
- Bryonia pedunculosa Ser.
- Bryonia perrottetiana Ser.
- Bryonia pilosa Vell.
- Bryonia pinnatifida Vell.
- Bryonia pinnatiloba M. Roem.
- Bryonia punctata L.
- Bryonia punctata Thunb.
- Bryonia quinquefolia Noronha
- Bryonia quinqueloba Thunb.
- Bryonia racemosa Mill.
- Bryonia rostrata Rottler
- Bryonia rottleri Spreng.
- Bryonia scabra L. f.
- Bryonia scabrella L. f.
- Bryonia scabrella Sieber ex Cogn.
- Bryonia sicula (Jan) Guss.
- Bryonia subsessilis (Boiss.) Bornm.
- Bryonia syriaca Boiss.
- Bryonia tajuja Mart.
- Bryonia tayuya Vell.
- Bryonia tenuifolia Gillies in Hook.
- Bryonia tenuis Klotzsch
- Bryonia ternata Vell.
- Bryonia tinei A. Huet ex Cogn.
- Bryonia transoxana Vassilcz.
- Bryonia tubiflora Wight & Arn.
- Bryonia tuxtlensis Sessé & Moc.
- Bryonia umbellata Klein ex Willd.
- Bryonia variegata Mill.
- Bryonia verrucosa Aiton
- Bryonia vulgaris Gueldenst. ex Ledeb.
- Bryonia wightiana Wall.